# الاتحاد التقدمي النيجيري
الاتحاد التقدمي النيجيري (بالفرنسية: Union progressiste nigérienne)‏ كان حزبًا سياسيًا في النيجر بقيادة جورج كوندات. 

## التاريخ
تأسس الحزب في 15 مارس 1953 بعد انفصاله عن اتحاد المستقلين النيجيريين والمتعاطفين حول قضية تشكيل جبهة موحدة مع الحزب التقدمي النيجيري.   
حصلت قائمة مشتركة من الحزب وكتلة العمل النيجيري بزعامة يوسفو سعيدو جرماكوي على حوالي 126,000 صوت في الانتخابات البرلمانية الفرنسية في يناير 1956.   كانت القائمة هي الأكثر تصويتًا، حيث احتلت المركز الأول في سبع مقاطعات، وفاز كوندات بأحد المقعدين في الجمعية الوطنية الفرنسية.  تم دمج الحزب لاحقًا في كتلة العمل.  